# (1029) La Plata
(1029) La Plata est un astéroïde de la ceinture principale découvert par l'astronome argentin Juan Hartmann le 28 avril 1924 à l'observatoire de La Plata.